# Greenhills, Ohio
Greenhills là một làng thuộc quận Hamilton, tiểu bang Ohio, Hoa Kỳ. Năm 2010, dân số của làng này là 3615 người.

## Dân số
- Dân số năm 2000: 4103 người.
- Dân số năm 2010: 3615 người.